# Palazzo Balbi (Venedig)

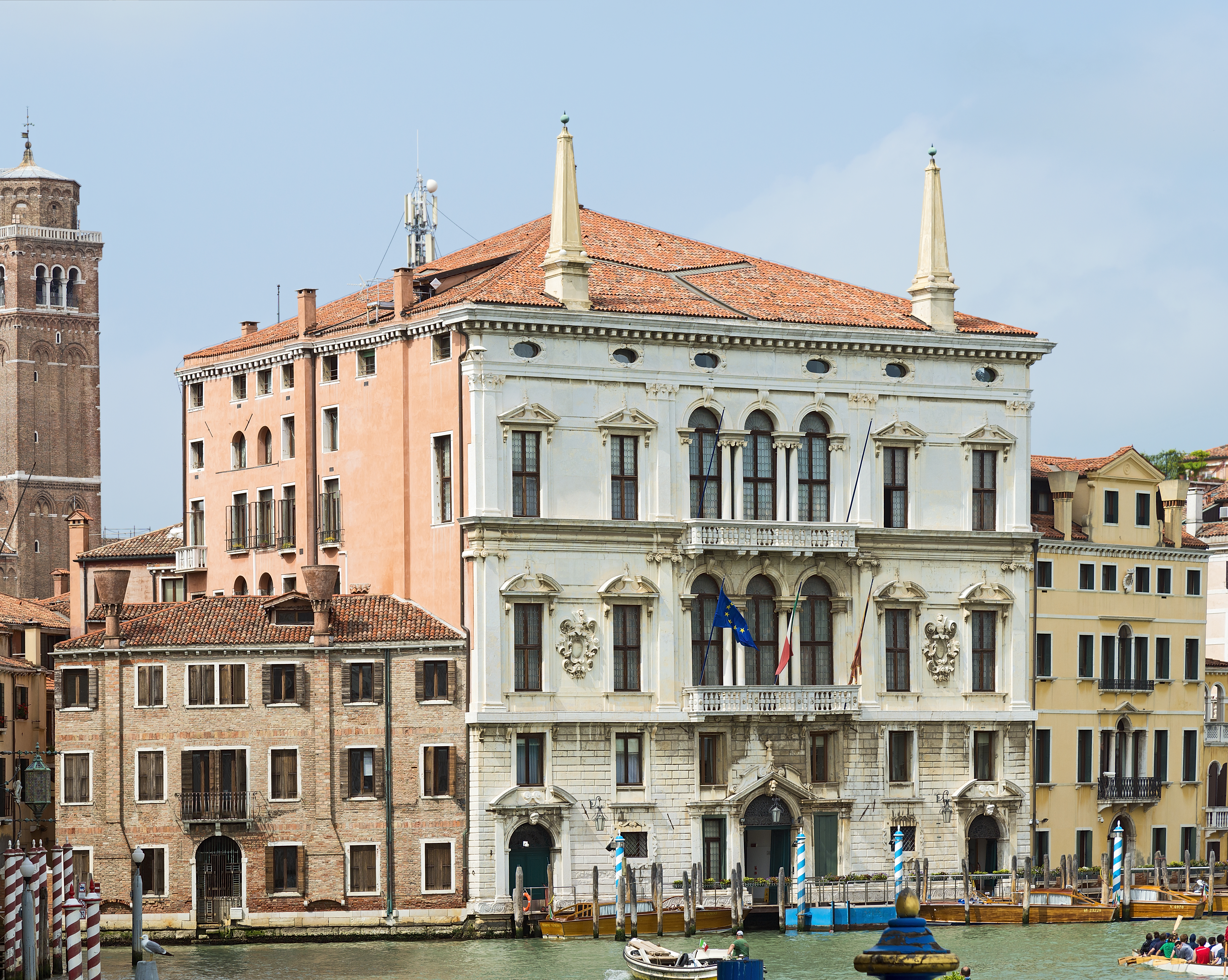
Palazzo Balbi vom Ca’ Rezzonico aus

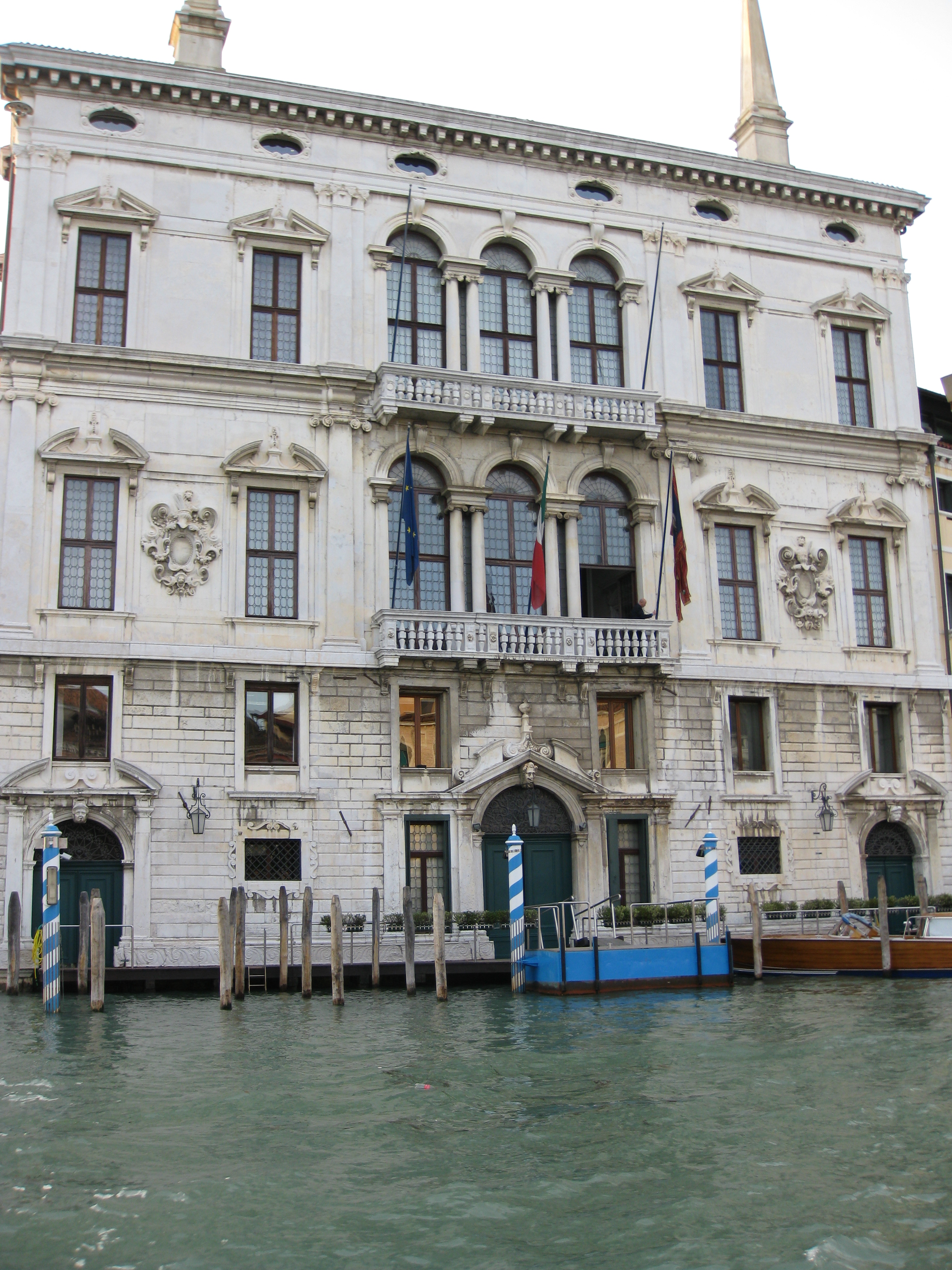
Fassade des Palazzo Balbi

Der Palazzo Balbi ist ein Palast in Venedig in der italienischen Region Venetien. Er liegt im Sestiere Dorsoduro mit Blick auf den Canal Grande, und zwar in einem Abschnitt, der „Kurve des Kanals“ genannt wird, zwischen dem Ca’ Masieri und dem Palazzo Caotorta Angaran. Der Palazzo Balbi ist der Amtssitz des Präsidenten der Region Venetien und Sitz der Regionalregierung.

## Geschichte
Den Palazzo Balbi erbaute Alessandro Vittoria in der zweiten Hälfte des 16. Jahrhunderts als Wohnstatt der Familie Balbi, Mitglieder des venezianischen Patriziats. Der Auftraggeber hieß Nicolò Balbi. Der Bau dauerte nur acht Jahre, von 1582 bis 1590, vielleicht, weil der Eigentümer dringend eine neue Unterkunft benötigte.
Zahlreich waren die Restaurierungen, die im Laufe der Jahre aufeinander folgten, von denen des Jahres 1737, die im Auftrag von Lorenzo Balbi ausgeführt wurden, bis zu der folgenden, die von Jacopo Guarana durchgeführt wurde. 1807 besuchte Napoleon Bonaparte, der so der Regatta, die zu seinen Ehren organisiert wurde, beiwohnen konnte, den Palast. In den vielen Jahren wurde das Gebäude oft vermietet. Schon im Testament des Erbauers war festgelegt, dass eines der Paradegeschosse zusammen mit den Mezzaninzimmern an Almorò Pisani vermietet bleiben sollte. Weitere Mieter waren die Valmaranas und die Biondis.
1887 fiel der Palazzo an Michelangelo Guggenheim, der ihn als Sitz seiner „Laboratorien für industrielle Kunst“ erwählte, ihn modernisierte und seine persönliche Kunstsammlung dort unterbrachte, die 1913 versteigert wurde. Im Jahre 1925 ging der Palazzo Balbi an die Società Adriatica di Elettricità über. Diese ließen ihn restaurieren, wobei eine der beiden Monumentaltreppen abgerissen wurde.
1971 ging der Palazzo in das Eigentum der Region Venetien über, die ihn zu einem ihrer prestigeträchtigeren Immobilien machte, wo der Präsident der Region wohnte. 1973 wurde er einer weiteren Restaurierung unterzogen.

## Beschreibung
Der Palazzo hat drei Vollgeschosse und ein Mezzaningeschoss unter dem Dach; seine Fassade ist perfekt symmetrisch und zeigt erste Zeichen des Barock, wenn auch mit Renaissanceelementen. Das auffälligste Element dieses Übergangs ist die Betonung der Hell-Dunkel-Kontraste an der Fassade.
Im Erdgeschoss zeigt die Fassade in der Mitte ein großes Rundbogenportal mit einem Maskaron und einem dreieckigen Tympanon, das durch äußere Dekorationen im oberen Teil aufgewertet ist. Das Motiv des Tympanons, das unterbrochen ist, wird in der Folge wieder aufgenommen. Auf beiden Seiten der Fassade liegen Nebeneingänge, verziert mit gemischtlinigen Tympana. Die beiden Paradegeschosse von gleichen Ausmaßen sind durch Lisenen vertikal dreigeteilt und durch einen Mauergürtel horizontal getrennt; sie zeigen in der Mitte zwei Dreibogenfenster, auf volle Höhe getrennt durch paarweise angeordnete ionische Säulen und mit Brüstung versehen. Auf den Seiten befindet sich je ein Paar einzelne, rechteckige Fenster mit Tympana. Zwischen den Fensterpaaren des ersten Obergeschosses sind als Teilrelief zwei Wappen der Balbi eingesetzt.
Unter der gezahnten Dachtraufe finden sich sechs kleine, ovale Fenster, die in einen steinernen Rahmen eingearbeitet sind. Solch ein Motiv ist vom Werk von Jacopo Sansovino inspiriert und findet es auch von Baldassare Longhena. Auf dem Dach sind zwei Fialen in Form von Obelisken angebracht, die die Fassade dominieren und an jene des Palazzo Belloni Battaglia erinnern. Im Inneren sind Fresken aus dem 18. Jahrhundert von Jacopo Guarana erhalten.

## Legende
Der Schriftsteller venezianischer Kuriositäten, Giuseppe Tassini, berichtet von einer Legende im Zusammenhang mit dem Bau dieses Gebäudes. Der Auftraggeber, Nicolò Balbi, lebte zu dieser Zeit in einem Haus, das er gemietet hatte. Eines Tages wurde er von seinem Vermieter angesprochen, der im festen Glauben war, dass er seine Mietzahlung vergessen habe. Ernsthaft beleidigt zahlte er die Schuld, aber beschloss gleichzeitig, eine eigene Bleibe zu bauen. Er zog daraufhin mit seiner ganzen Familie in ein schwimmendes Haus, das genau vor dem Haus seines früheren Vermieters festgemacht war, sodass dessen Wohnstatt verdeckt wurde.